# Let’s Twist Again
«Let’s Twist Again» —  песня, которую Чабби Чекер выпустил как сингл в 1961 году.
Написали её Кэл Манн, Дейв Аппел.
Песня вышла на следующий год за сделавшей Чабби Чекера в 1960 году суперзвездой песней «The Twist» (1 место в США в Billboard Hot 100), хотя в промежутке (ранее в том же 1961 году) у него был ещё один огромный хит — «Do the Pony» (тоже 1 место в Billboard Hot 100).
Песня «Let’s Twist Again» вошла в том же чарте Hot 100 журнала «Билборд» в первую десятку и, как пишет музыкальный сайт AllMusic, обеспечила, чтобы танец твист не остался просто мимолётным модным увлечением, а закрепился в статусе одного из стандартных танцев.
В мае 1962 года песня «Let’s Twist Again» получила «Грэмми» в категории «Лучшая запись в жанре рок-н-ролла» (англ. Best Rock & Roll Recording) (за 1961 год).

## Чарты
| Чарт (1961—1962)                 | Наив. поз. |
| -------------------------------- | ---------- |
| Бельгия                          | 1          |
| Нидерланды                       | 1          |
| Франция                          | 18         |
| ФРГ                              | 12         |
| Италия                           | 3          |
| Норвегия                         | 2          |
| Великобритания (Record Retailer) | 2          |
| Великобритания(NME)              | 1          |
| США (Billboard Hot 100)          | 8          |
| США (Hot R&B Singles)            | 26         |

| Чарт (1976) | Наив. поз. |
| ----------- | ---------- |
| Австрия     | 11         |
| Бельгия     | 1          |
| Нидерланды  | 3          |
| Ирландия    | 11         |
| Норвегия    | 5          |
| Швеция      | 10         |

| Чарт (2012) | Наив. поз. |
| ----------- | ---------- |
| Франция     | 155        |

## Кавер-версии
«Let’s Twist Again» с русским текстом О. Серебренникова, известная как «Твист, привет!», исполняется Филиппом Киркоровым.